# Марвин, Чарльз
Чарльз Томас Марвин (Charles Thomas Marvin, 1854 — 1890) — английский путешественник и писатель.

## Биография
Провёл детство в России, в половине 1870-х гг. вернулся в Англию, получил место в Министерстве иностранных дел, но потерял его, продав в 1878 году копию тайного соглашения лорда Солсбери с Россией редакции газеты «Globe» (ср. его брошюру «Our public offices», 1879). Он присутствовал в 1883 году при коронации императора Александра III и посетил Кавказ и Каспийское море, где исследовал залежи нефти.

## Сочинения
- «Grodekoiff’s ride from Samarkand to Herat» (1880; 2 изд., 1886),
- «Merv, queen of the world and scourge of the Turcomans» (1881),
- «The Russians at Merv and Herat» (1883),
- «Reconnoitring Central-Asia» (1884),
- «Region of eternal fire: Petroleum region of the Caspian» (1884; 1891),
- «The Russians at the gate of Herat» (1885),
- «Russia’s power of attacking India» (1886) и др.